# Crotalaria exaltata
Crotalaria exaltata é uma espécie de legume da família Leguminosae.
Apenas pode ser encontrada na Etiópia.